# Anne Drummond
Anne Drummond (* 1980) ist eine US-amerikanische Musikerin (Flöte, auch Piano Komposition) des Modern Jazz.

## Leben und Wirken
Drummond, die aus Seattle stammt, und seit 1997 international auftrat, studierte zwischen 1999 und 2003 Piano an der Manhattan School of Music. Ihr Lehrer Kenny Barron holte sie als Flötistin in seine Gruppe Canta Brasil (gleichnamiges Album 2002), mit der sie durch Europa tourte. Seit dieser Zeit arbeitete sie mit Stefon Harris (The Grand Unification Theory, African Tarantella & Dances With Duke, Urbanus), Bobby Hutcherson und Ravi Coltrane; ferner wirkte sie bei Aufnahmen von Victor Gould, Avishai Cohen (Home), Andy Milne/Grégoire Maret, Meg Okura, Nilson Matta, David Chesky, Benny Green und Adi Meyerson mit. 2009 legte sie ihr Debütalbum Like Water vor, gefolgt von Revolving (2013) und der EP Flute Ballads. Im Bereich des Jazz war sie laut Tom Lord zwischen 2001 und 2019 an 29 Aufnahmesessions beteiligt. Zu hören war sie auch auf Brandee Youngers Somewhere Different (2021).
Drummond hat als Komponistin seit 2006 nicht nur Werke für ihre eigenen Alben und für Duduka da Fonseca, sondern auch für Streicherensembles und Holzbläserquintette verfasst.
Drummond unterrichtete an The New School und der Manhattan School of Music und leitete Workshops und Meisterklassen am Blackhawk College, der Utah Valley University und der University of Louisville. Daneben arbeitet sie mit Don Robin und weiteren Forschern der kognitiven Neurowissenschaften an der University of New Hampshire zusammen, um die Auswirkungen der musikalischen Improvisation auf das Gehirn zu untersuchen, und interessiert sich für die biologischen Grundlagen der Kreativität und für die Beziehung zwischen Musikerziehung und Neuroplastizität.
2020 wurde sie vom Kritikerpoll des Magazins JazzTimes in der Kategorie Bester Flötist nominiert.